# 18396 Nellysachs
18396 Nellysachs è un asteroide della fascia principale. Scoperto nel 1992, presenta un'orbita caratterizzata da un semiasse maggiore pari a 2,3896873 UA e da un'eccentricità di 0,1853693, inclinata di 2,97361° rispetto all'eclittica.